# عظم شبه منحرف
العظم شبه المنحرف عظم متصل بمشط اليد ويرتبط به العظم السنعي الثاني وهو إحدى عظام الصف الثاني من عظام الرسغ والثاني من جهة الإبهام.